# Jean-Louis-Hubert-Simon Deperthes
Ne doit pas être confondu avec Édouard Deperthes ou Jules Deperthes.
Jean-Louis-Hubert-Simon Deperthes (1730-1792) avocat, littérateur polygraphe, est l'auteur d'une Histoire des naufrages, ou recueil des relations les plus intéressantes des naufrages, publiée en 1790 et souvent rééditée au début du XIXe siècle.

## Biographie
Avocat, bibliophile, Jean-Louis-Hubert-Simon Deperthes commence par publier des ouvrages moralisateurs et religieux pour la jeunesse.
Ses recueils de récits de naufrages connaissent plusieurs rééditions, complétés par Jean-François Née de la Rochelle et Jean-Baptiste-Benoît Heyriès, jusqu’au milieu du XIXème siècle. Deperthes vulgarise une formule qui fera le succès du genre.
De même, son Guide de l'histoire, publié en 1787 et complété par Née de la Rochelle, est adopté au début du XIXème siècle dans les bibliothèques des lycées .

## Œuvres
- Les Diogènes modernes corrigés, ou Recueil de quelques ouvrages (de Prémontval, Toussaint, Montbron, Sticoti et autres) élagués et purgés, Reims, 1775
- Traité sur l'utilité de l'histoire et les devoirs de l'histoire, suivi des tableaux de l'histoire ancienne et moderne, Reims, 1787, continué en 1802 par Née de la Rochelle  et publié à Paris en 1807.
- Relations d'infortunes sur mer, extraites d'une collection qui n'a pas encore été publiée, Reims, 1781, 3 parties  suivie de Histoire des naufrages, ou Recueil des relations les plus intéressantes des naufrages..., Paris 1789, 3 vol.; 1790, 3 vol., 1795, 5 vol. avec la continuation par Née de la Rochelle; publié par Heriès en 1818 sous le titre : Histoire des naufrages, ou Recueil des relations les plus intéressantes des naufrages, hivernemens, délaissemens, incidendies, et autres événemens funestes arrivés sur mer[3]; 1825 3ème éd. ; 1832, 4ème éd. par Heyriès ; 1841, 5ème éd[4].
- Le guide de l'Histoire à l'usage..., continué et mis au jour par J. F. Née de la Rochelle, 1804, 3 vol.